# Douglas 423
El Douglas Model 423 fue un diseño de avión bombardero desarrollado por el fabricante estadounidense Douglas para competir con el diseño del Convair B-36 por un contrato principal de las Fuerzas Aéreas del Ejército de los Estados Unidos para un bombardero intercontinental, en 1941. Aunque identificado como Douglas XB-31 en algunas publicaciones, los documentos del proyecto indican que fue diseñado mucho más tarde que la competición R40-B.

## Desarrollo
En abril de 1941, la posibilidad de que Gran Bretaña cayera ante la Alemania nazi parecía muy real, por lo que el Cuerpo Aéreo del Ejército de los Estados Unidos hizo pública una competición solicitando un bombardero de largo alcance con una capacidad intercontinental (16090 km), haciéndole capaz de realizar ataques en la Europa ocupada por los nazis desde bases estadounidenses. Douglas declaró que no deseaba producir un "proyecto de avión cien por cien de 16090 km"; en vez de eso, propuso el Model 423 con un alcance de 9654 km.
El Douglas Model 423 fue finalmente rechazado en favor del Consolidated Model 36, que se convertiría en el Convair B-36 Peacemaker.

## Diseño
De diseño convencional, la cabina de vuelo estaría dispuesta en el morro del avión, con las alas monoplano ligeramente por delante del centro del fuselaje y un timón simple en la cola. Los planos principales de las alas tendrían una disposición alta, con un par de góndolas motrices cada uno. El fuselaje era muy aerodinámico, con un morro muy ahusado y cola inclinada, lo que presagiaba excelentes cualidades aerodinámicas. Presentaría un tren de aterrizaje triciclo y totalmente retráctil dentro del fuselaje. Tanto el piloto como el copiloto tendrían puestos individuales, bajo sendas cúpulas de burbuja. Debido a la gran altitud a la que debería operar, los puestos de la tripulación estarían presurizados. El armamento defensivo consistiría en dos torretas remotas dirigidas cada una por un artillero, en disposición dorsal y ventral, con dos ametralladoras del calibre 12,7 mm cada una, además de dos cañones de 37 mm orientables en la cola.

## Especificaciones (según diseño)

### Características generales
- Tripulación: Ocho.
- Longitud: 35,7 m (117,3 ft)
- Envergadura: 63,1 m (207 ft)
- Altura: 14,5 m (47,6 ft)
- Superficie alar: 306,9 m² (3303,5 ft²)
- Peso vacío: 49 530 kg (109 164,1 lb)
- Peso máximo al despegue: 89 813 kg (197 947,9 lb)
- Planta motriz: 4× motor radial de 28 cilindros en 4 filas, refrigerado por aire Pratt & Whitney R-4360 Wasp Major.
  - Potencia: 2237 kW (3084 HP; 3042 CV) cada uno.

### Rendimiento
- Velocidad nunca excedida (Vne): 574,5 km/h (357 MPH; 310 kt)
- Alcance: 4830 km (2608 nmi; 3001 mi)
- Techo de vuelo: 10 675 m (35 023 ft)

### Armamento
- Ametralladoras: 

  - 4 x Browning M2 de 12,7 mm en torretas remotas ventral y dorsal

- Cañones: 

  - 2 de 37 mm
- Bombas: 11340 kg

### Aeronaves similares
- Convair B-36 Peacemaker